# Władimir Borisow (komisarz)
Władimir Nikołajewicz Borisow (ros. Владимир Николаевич Борисов, ur. 1899, zm. 1974) – radziecki oficer polityczny, komisarz armijny II rangi. 

## Życiorys
Od 1922 był członkiem RKPb. 
W latach 1918–1919 pełnił służbę w Białej Armii jako szeregowy. Od 1919 w Armii Czerwonej.
Po wojnie pozostał w armii, prowadził pracę partyjno-polityczną. Od 1933 w Mołdawii w organach partyjnych – od 1937 był sekretarzem, a w latach 1938–1939 I sekretarzem Mołdawskiego Komitetu Obwodowego KPb Ukrainy. 
W 1939 i w 1940 w Armii Czerwonej, członek Rady Wojskowej Kijowskiego Okręgu Wojskowego; w latach 1940–1941 zastępca szefa Głównego Zarządu Propagandy Politycznej Armii Czerwonej. 
W lipcu 1941 został aresztowany, w 1944 wyszedł na wolność i powrócił do armii w stopniu pułkownika. W 1945 był zastępcą dowódcy dywizji strzeleckiej, w latach 1945–1947 wojskowym komendantem Lipska. 
Od 1947 w rezerwie. W latach 1948–1954 ponownie w więzieniu.
W 1940 mianowany do stopnia komisarz armijny II rangi .